# John Stonhouse (2e baronnet)
John Stonhouse, 2e baronnet (1639–1700) est un homme politique anglais qui siège à la Chambre des communes à divers moments entre 1675 et 1690.

## Biographie
Stonhouse est le deuxième fils de George Stonhouse, 3e baronnet et de son épouse Margaret Lovelace, fille de Richard Lovelace (1er baron Lovelace). Il s'inscrit au Queen's College, Oxford le 7 novembre 1655 et est admis à Gray's Inn le 28 novembre 1656.
En 1670, le père de Stonhouse tente de renoncer au brevet de création de la baronnie existante et d'en obtenir un nouveau accordé par le roi Charles II afin de déshériter son fils aîné George, de la baronnie. Cela donne l'héritage à John, son deuxième fils à la place. Cependant, il est plus tard conclu qu'une nouvelle création ne pouvait pas remplacer une ancienne création et ainsi à la mort de son père en 1675, Stonhouse hérite de la création de 1670, tandis que son frère George peut réclamer le titre original.
En 1675, Stonhouse est élu député d'Abingdon au Parlement cavalier. Il est réélu aux deux élections de 1679, en 1681 et 1685. Aux élections de 1689, il est battu par le whig Thomas Medlycott, mais le scrutin est annulé après une émeute. Lorsque le scrutin a lieu à nouveau en mai, John Southby (un autre whig) est élu, mais Stonhouse dépose une pétition électorale pour contester le résultat. Il réussit finalement, la Chambre des communes statuant en sa faveur le 8 janvier 1690, mais le Parlement est dissous le 27 janvier et Stonhouse ne reprend jamais son siège .
Stonhouse est mort à l'âge d'environ 60 ans.
Stonhouse épouse le 10 octobre 1668, Martha Spencer, veuve de Richard Spencer, marchand de Londres et fille de Robert Brigges et de son épouse Sarah Moreton, fille de Thomas Moreton, de Shiffnal, Shropshire.